# Tvertsa
La Tvertsa (en russe : Тверца) est une rivière de Russie, dans l'oblast de Tver, et un affluent de la rive gauche de la Volga.

## Géographie
La Tvertsa est longue de 188 km et son bassin versant s'étend sur 6 510 km2. Son débit moyen est de 60 m3/s à 40 km de sa confluence. Elle est gelée de novembre-début janvier à mars-avril.
La Tvertsa arrose les villes de Torjok et Vychni Volotchek. La ville de Tver se trouve à la confluence de la Tvertsa et de la Volga.
Elle est reliée à la rivière Msta par le canal de Vichni-Volotchok.